# Marchesato di Candia
Il marchesato di Candia occupava una porzione della regione centrale del Piemonte, nei dintorni del dominio di Castelfiorito a Candia Canavese, e in Lombardia dominio a Candia Lomellina.  La contea fue creata nel 1560 e il marchesato nel 1680 dalla Casa Savoia, durante il periodo espansionistico del potere sabaudo nell'Italia subalpina, a compensazione dell'eroica partecipazione dei Signori di Candia, Conti di Vische. Duraturo nel tempo nello Stato sabaudo più tardi conosciuto del Regno di Sardegna. Sul territorio, e corte regia di Torino fu appoggiato, nel 1870, il titolo di Conte concesso al Principe Vittorio Emanuele di Savoia-Aosta.

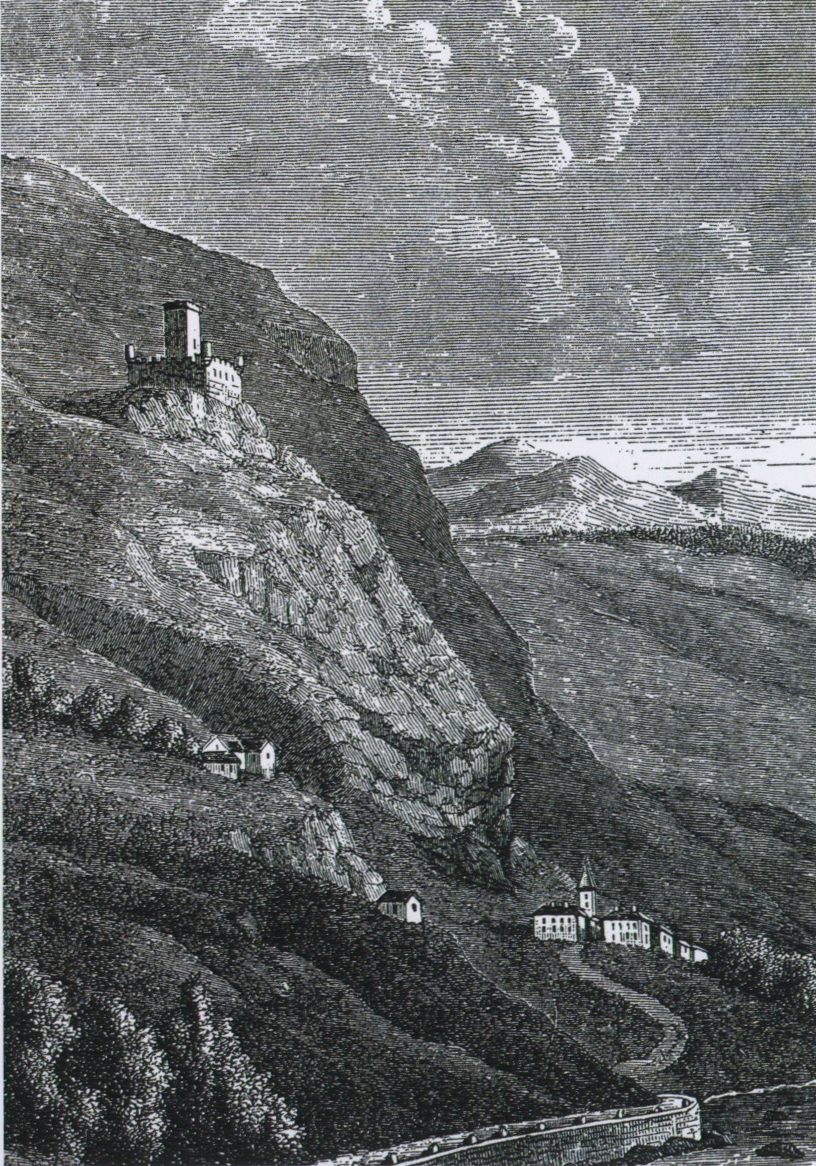
Il Castello di Cly in una litografia di Édouard Aubert del 1860.

## Le origini e il governo
Da fonti medievali non si evincono notizie specifiche della costruzione del Castrum Candiaco, Castello della Candia, nella Candia Canavese; si hanno solo tracce dell’investitura da parte del podestà di Ivrea ai fratelli Guglielmo, Giacomo ed Enrico de Candia nel 1205. Nella seconda metà del XIII secolo, Guglielmo VII del Monferrato cerca di sottomettere città e castelli del Canavese e questo costa a lui e ai suoi alleati i signori di Candia e Castiglione una scomunica da parte del Vescovo. Dall'inizio della disputa sulla signoria del castello Castelfiorito e fuedo della famiglia de Candia Castiglione.
L'ultimo eredero della linea maschile è stato Guglielmo, signore di Candia e Castiglione, che aveva ricevuto una dote matrimoniale Vische, Carrone, Castiglione e il Castello della valle di Cly. Alla sua morte per decreto di Casa Savoia, il suo feudo è passato da erede universale alla figlia Laura e ai suoi discendenti.

## L´autonomia
Il 13-8-1558 per ordinanza sabauda, è stato organizzato il matrimonio di donna Laura de Candia Guiscardi San Martino, con Carlo Birago, Governatore del Marchesato di Saluzzo dal 1572, Governatore di Chivasso nel 1562, Luogotenente Generale, Gentiluomo di Camera del Duca di Savoia, ebbe i redditi sul feudo di Dronero il 4-2-1568, Cavaliere dell’Ordine del Saint-Esprit.
Da questa unione coniugale è nata la nuova generazione di discendenti, che infeudato dalla Mensa d’Ivrea nel 1599 registrò il cognome in discendenza dei de Candia Birago San Martino presso il Comune di Ivrea, poi in storia noto come dei signori de Candia, conti di Vische, detta Biraghi San Martino:
- Luigi Lorenzo Birago, signore di Candia e I° Conte di Vische, dal 1-2-1589, ambasciatore sabaudo in Spagna, dal Papa, in Francia e Inghilterra; infeudato dalla Mensa d’Ivrea dei feudi materni il 15-4-1599, Gran Croce e Gran Priore dell’Ordine dei Santi Maurizio e Lazzaro dal 12-4-1606 con la commenda di Chivasso; istitutore dei Principi Tommaso e Maurizio di Savoia. Dal suo matrimonio nel 1623 con Ottavia, figlia di Niccolò San Martino d’Agliè è venuto il loro figlio erede:
- Carlo Emanuele Birago, 2º Conte di Vische, (+1626), signore di Candia e Borgaro Torinese, Carrone, Villerboit, Monteformoso e terre annesse alla morte del padre; Gentiluomo di Camera e Primo Scudiero del Duca di Savoia, ambasciatore sabaudo a Roma nel 1621. Dal suo matrimonio con Margherita Valperga, figlia di Antonio Conte di Mazzé e Monterotondo,il loro figlio erede:
- Carlo Emanuele Birago, 3º Conte di Vische(*1620 +1680) , signore di Candia e Borgaro Torinese, Carrone e terre annesse dal 1626; Gentiluomo di Camera del Duca di Savoia il 22-7-1660, Capitano dei corazzieri Guardie del Corpo, Colonnello, ambasciatore in Vienna, Fran Croce dell’Ordine dei Santi Maurizio e Lazzaro dal 10-1-1661, Commendatore di Tortona il 10-1-1669, Collare dell’Ordine della SS. Annunziata dal 24-3-1680; vende Villerboit e Monteformoso. Dal suo matrimonio a Torino nel 8-2-1646 con Paola Cristina, figlia di Ottavio Provana di Druent (+ Torino 20-7-1673),è venuto il loro figlio erede Francesco Antonio.

## Il periodo d´oro

Stemma dei Conti di Vische, Marchesi di Candia.

Dalle terre e feudi della contea di Candia appartenenti alla famiglia Arcimboldi di Milano dal 1603 sotto il conte Gian-Angelo fino all'ultimo conte Guido Antonio Arcimboldi de Candia morto nel 1727 senza discendenza, i Savoia elevarono il territorio a marchesato.
Da questi vassallaggi i Savoia accamparono le pretese sulla loro padronanza del territorio successivamente creando per decreto di Casa Savoia il marchesato di Candia nel 1680 a la corte regia di Torino, che nel 1727 a la morte del conte Guido Antonio Arcimboldi de Candia, il Marchesato passò a la famiglia Birago, gli portarono a scontrarsi più volte contro i deboli marchesi dei Birago San Martino, Marchesi di Candia, Conti di Vische, Conti di Borgaro Torinese, Baroni di Ottobiano:
- Francesco Antonio, 1º Marchese di Candia, 4º Conte di Vische, signore di Candia e Borgaro; Colonnello e Gentiluomo di Camera del Duca di Savoia (* Torino 17-2-1658 + 1737), dal suo matrimonio con Anna Lodovica Broglie de Revel, con dote 3-11-1681, è venuto il loro figlio erede:
- Enrico Lorenzo, 2º Marchese di Candia, 5º Conte di Vische e Signore di Candia e Borgaro dal 1737 (* Torino 3-7-1691 +1757), Cornetta, successivamente Colonnello delle Regie Guardie del Corpo.
- Francesco Lodovico, 3º Marchese di Candia, 6º Conte di Vische dal 1757 (Torino 2-10-1719 + Ivrea 13-3-1790); Sottotenente piemontese nel 1742. Figlio di Enrico Lorenzo e Vittoria Claudia Doria dei Marchesi del Maro (1694 + Torino 31-7-1737).[5]
- Enrico , 4º Marchese di Candia, 7º Conte di Vische, investito il 4-1-1791 (Torino 25-12-1758 + Torino 8-9-1806), infeudato di Ottobiano il 10-1-1791 per successione dei Birago e investito Barone nel 1791, Ufficiale del Regie Guardie del Corpo. Figlio di Francesco Lodovico.[5]
- Carlo Emanuele, 5º Marchese di Candia, 8º Conte di Vische, 2º Barone di Ottobiano dal 1806 (* Torino 16-8-1797 +1862); Ufficiale delle Regie Guardie del Corpo il 25-1-1816, Gentiluomo di bocca il 31-7-1818 (effettivo dal 5-2-1819), Gentiluomo di Camera del Re Carlo Alberto I di Sardegna, Deputato sardo.
- Carlo Emanuele, 6º Marchese di Candia, 9º Conte di Vische, 3º Barone di Ottobiano dal 1862  (* Nizza 1858 + Torino 8-1-1895).

- Non vi è alcun legame tra i marchesi de Candia Montepagano Fieschi e il generale cagliaritano don Stefano De Candia, la cui nobiltà fu attribuita da Vittorio Amedeo III di Savoia nel 1779 al nonno "Serafino De Candia, della Torre del Greco nel Regno di Napoli, domiciliato in Algheri". Tale nobiltà era quella  di cavaliere nobile don (il più basso della scala nobiliare)  trasmissibile agli eredi maschi (fra questi il tenore "Mario" e il militare cartografo Carlo De Candia).  Il campano Serafino De Candia era ricco proprietario in Alghero di una flottglia di feluche che pescavano corallo. Nel diploma di nobiltà, custodito nell'archivio di Stato di Cagliari, figura anche lo stemma (che non ha a che fare con quello dei de Candia Montepagano): leone rampante in campo azzurro, sole, due pini. (Vedi V. Spreti "Enciclopedia storico-nobiliare"; G. Doneddu "La pesca del corallo tra alti profitti e progetti inattuati (sec. XVIII) in Alghero, la Catalogna, il Mediterraneo" in "Atti del Convegno", p. 763 e sgg., Gallizzi, Sassari 1994; Catalogo della mostra "Mario De Candia, l'uomo, l'artista", Archivio di Stato di Cagliari 2012; Felice Todde, "Il tenore gentiluomo. La vera storia di Mario", Zecchini, Varese 2016.